# Attentat von Tucson

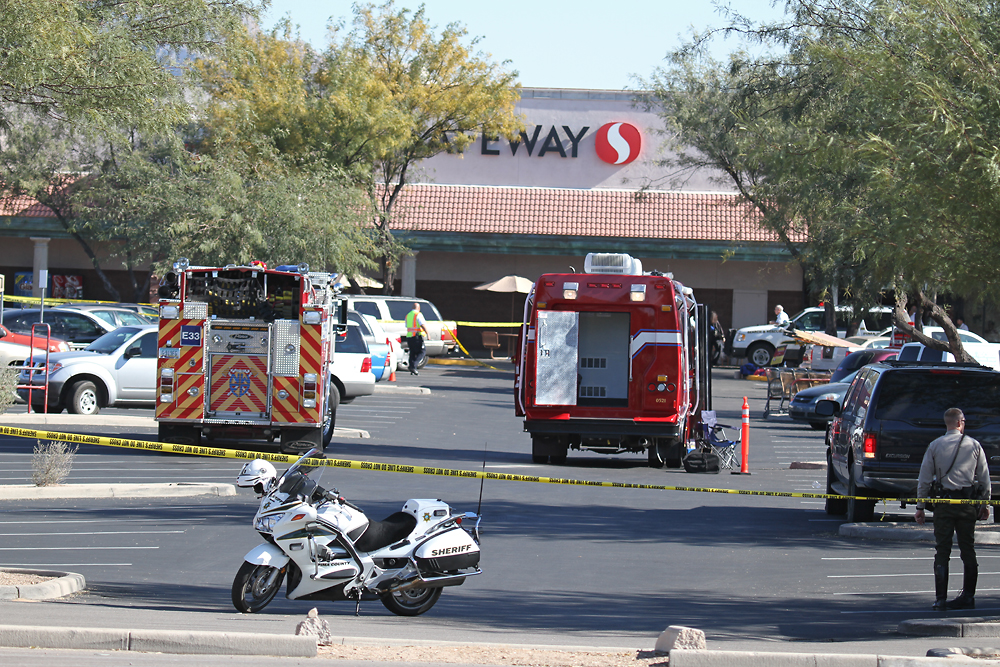
Der Tatort

Beim Attentat von Tucson wurden am 8. Januar 2011 kurz nach zehn Uhr morgens Ortszeit Besucher einer öffentlichen Bürgerfragestunde der demokratischen Kongressabgeordneten Gabrielle Giffords attackiert. Das Attentat geschah in einem Einkaufszentrum in Casas Adobes, etwa 17 Kilometer nördlich der Stadt Tucson, im US-Bundesstaat Arizona. Gabrielle Giffords war das erste Ziel und wurde durch einen gezielten Kopfschuss aus nächster Nähe schwer verletzt. Nachfolgend wurden sechs Personen getötet, darunter der für Arizona zuständige Bundesrichter John McCarthy Roll und ein neunjähriges Mädchen, 13 weitere Personen wurden teilweise schwer verletzt. Der Attentäter wurde von Teilnehmern überwältigt und anschließend von der Polizei verhaftet. Er wurde später von den Behörden als der 22-jährige Jared Lee Loughner identifiziert.
Es war das erste Attentat auf einen US-Bundespolitiker seit dem Attentat auf Ronald Reagan im Jahre 1981.

## Vorgeschichte

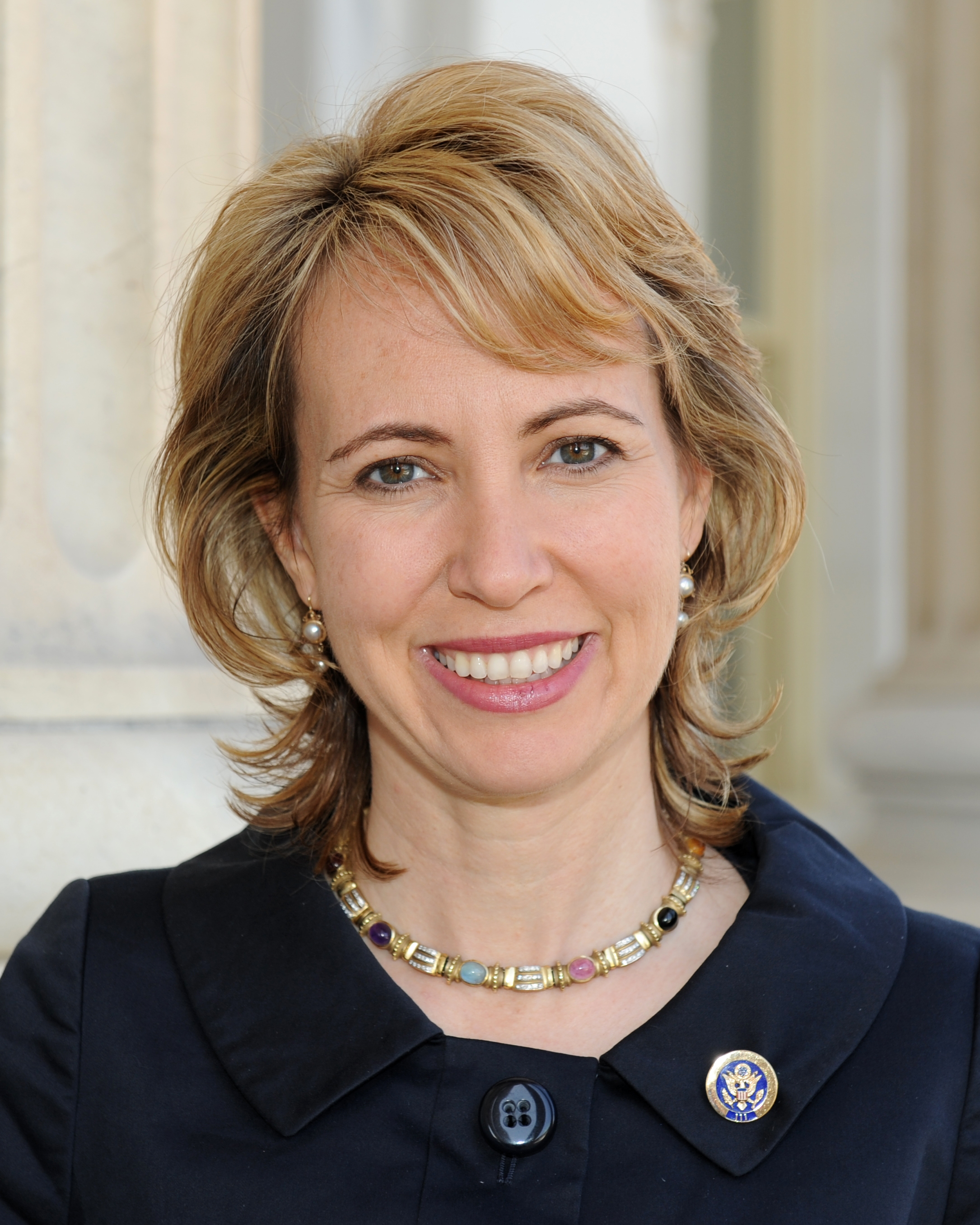
Gabrielle Giffords

Gabrielle Giffords war bei ihrer ersten Wahl 2006 mit 36 Jahren die jüngste Abgeordnete im Kongress und die erste für Arizona ins Repräsentantenhaus gewählte Jüdin.
Giffords, die als konservative Blue-Dog-Demokratin auch im republikanischen Wählerumfeld anerkannt war, wurde seit Anfang 2010 mehrfach von Unbekannten bedroht und von politischen Gegnern heftig verbal angegriffen. Nachdem sie sich im März 2010 für die Reform des amerikanischen Gesundheitssystems ausgesprochen hatte, wurde ihre Bürotür am darauffolgenden Tag von Unbekannten mit einer Schusswaffe zerstört. Giffords war bereits in ihrer dritten Legislaturperiode. Kurz vor dem Attentat hatte sie das Mandat angetreten und sich für die Kürzung von Abgeordnetengehältern um fünf Prozent ausgesprochen. Gabrielle Giffords sprach sich im Rahmen ihres Mandats unter anderem für das Recht auf das Tragen von Schusswaffen nach dem 2. Verfassungszusatz aus.
Am 2. November 2010 war Giffords bei den Wahlen zum 112. Kongress erneut als Abgeordnete in das Repräsentantenhaus gewählt worden. Am 8. Januar 2011 hielt sie in Casas Adobes, nördlich von Tucson, eine öffentliche Veranstaltung vor einem Safeway-Supermarkt ab. Diese von ihr Congress On Your Corner genannten Bürgerfragestunden fanden regelmäßig statt.

## Tathergang und Hintergründe

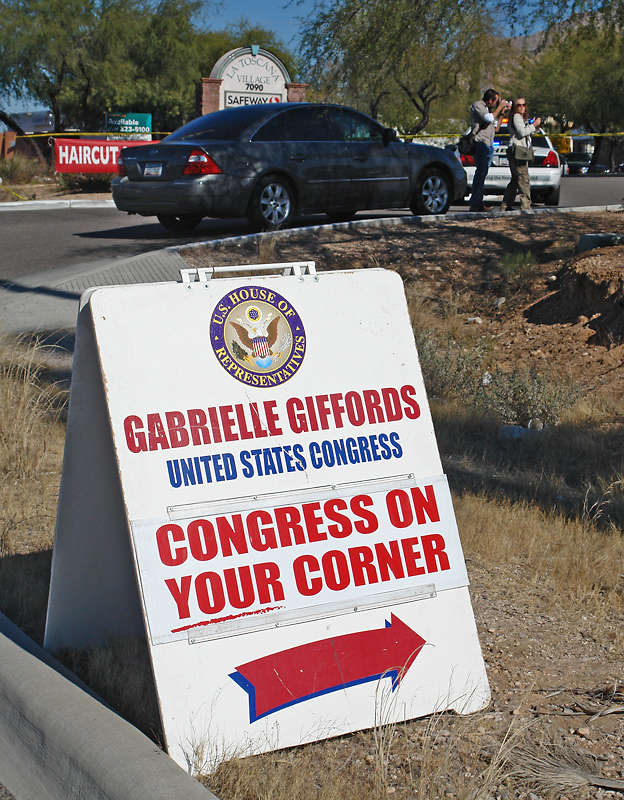
Das Hinweisschild auf die Veranstaltung in Casas Adobes, AZ

Während sich Giffords an dem Samstagvormittag mit einem Paar unterhielt, trat Jared Loughner an die Politikerin heran und schoss ihr mit einer halbautomatischen Glock 19 aus nächster Nähe in den Hinterkopf. Der Schuss durchschlug den Schädel des Opfers, jedoch wurde nur eine Hälfte des Gehirns verletzt. Loughner schoss weiter auf die Zuschauer. Nachdem er das Magazin leergeschossen hatte, versuchte er nachzuladen. Ein auf den Boden gefallenes volles Magazin wurde von der 61-jährigen Patricia Maisch weggenommen, ein Passant schlug dem Schützen einen Klappstuhl auf den Kopf. Der 74-jährige Ex-Oberst Bill Badger (1936–2015) sowie Maisch und die Zuschauer Roger Sulzgeber und Joseph Zamudio überwältigten den Schützen.
Daniel Hernández, ein Praktikant im Stab der Abgeordneten Giffords, leistete sofort Erste Hilfe. Augenzeugen gingen zunächst davon aus, dass sie unmöglich überlebt haben konnte. So hieß es in den ersten Eilmeldungen, sie sei erschossen worden. Erst später wurde deutlich, dass sie überlebt hatte und im Krankenhaus von Spezialisten sofort operiert werden konnte. Unmittelbar nach der Operation wurde ihr Zustand als kritisch beschrieben, doch konnte sie auf einfache Aufforderungen der Ärzte adäquat reagieren.
Der Attentäter hatte seine Waffe legal erworben und mit einem vergrößerten Magazin ausgestattet, so dass er nach Zeugenaussagen 15 bis 20 Schüsse auf die Umstehenden abgeben konnte. Sechs Personen wurden getötet, 13 weitere zum Teil schwer verletzt. Unter den Getöteten waren der Bundesrichter John McCarthy Roll, Giffords Sprecher Gabriel Zimmerman sowie die neunjährige Christina Taylor-Green.
Über die genauen Motive des Attentäters herrscht nach wie vor Unklarheit. Die Polizei schloss anfangs nicht aus, dass ein Komplize an der Tat mitbeteiligt gewesen sein könnte. Die Vernehmung eines Verdächtigen habe jedoch nichts ergeben, weshalb die Polizei nun von einer Einzeltat ausgeht.
Einer Meldung bei Fox News zufolge, die sich auf das Ministerium für Innere Sicherheit berief, soll es Hinweise geben, dass Jared Lee Loughner Verbindungen zur rechtsextremen American Renaissance hatte. Dies wurde offiziell nicht bestätigt.

## Reaktionen
Der ehemalige republikanische Präsidentschaftskandidat und US-Senator für Arizona, John McCain, zeigte sich „zutiefst traurig und schockiert“, die Tat sei „eine Schande für Arizona, das Land und die Menschheit“. Auf ihrer Facebook-Seite äußerte sich die vormalige Vizepräsidentschaftskandidatin der Republikaner und Kritikerin Giffords, Sarah Palin, sie „bete für die Opfer und ihre Familien und für Frieden und Gerechtigkeit“. Das Repräsentantenhaus in Washington sagte alle Sitzungen in der folgenden Woche ab.
Giffords Ehemann, Astronaut Mark Kelly bereitete sich zu dieser Zeit als Kommandant auf die vorletzte Space-Shuttle-Mission mit der Endeavour vor, die im April starten sollte. Er unterbrach das Training, um bei seiner Frau zu sein, und die NASA setzte vorsorglich einen Ersatz-Kommandanten ein. Am 4. Februar gab Kelly jedoch bekannt, dass er wie geplant am Raumflug teilnehmen würde, der dann am 16. Mai 2011 startete.
Der zuständige Sheriff Clarence Dupnik, selbst Demokrat, nutzte die nationale Medienaufmerksamkeit, um darauf hinzuweisen, dass die aufgeheizte politische Stimmung in Arizona eine Mitschuld an der Tragödie trage. Dupnik äußerte sich dazu mit den Worten: „Wir sind zu einem Mekka des Hasses und der Vorurteile geworden“. Er sagte, ein solches Klima habe auf labile Menschen einen negativen Einfluss. Der demokratische Kongressabgeordnete John Yarmuth aus Louisville/Kentucky sprach von einer „Attacke gegen die Demokratie“.
Die radikale Gruppe Westboro Baptist Church begrüßte das Attentat.
Ein Gesetzentwurf der Demokraten, die automatischen Waffenmagazine von 33 auf 10 Schuss zu begrenzen, hatte keine Aussicht auf Erfolg. Zwei Monate nach dem Attentat wurde Senate Bill 1467 verabschiedet, der Waffen in allen Regierungsgebäuden Arizonas zu öffentlichen Veranstaltungen erlaubt. Ein weiterer Antrag (Senate Bill 1201) sieht vor, Waffen auch an Schulen und auf dem Universitätscampus zu erlauben.

### Rede Obamas am 12. Januar 2011

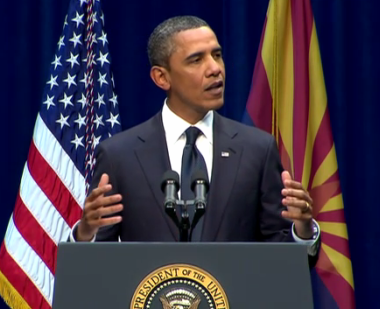
Präsident Obama bei der Rede in Arizona

US-Präsident Barack Obama bezeichnete das Attentat als „Tragödie für das ganze Land“. Der Vorfall sei „entsetzlich“ und „sinnlos“. Seine Rede unter dem Motto Together We Thrive: Tucson and America am 12. Januar 2011 im McKale Center der University of Arizona erhielt landesweiten Anklang, auch bei der Opposition und wurde als Meilenstein seiner Präsidentschaft bezeichnet.

## Kontroverse um Sarah-Palin-PAC-Wahlkampfkampagne

Karte mit den Wahlbezirken der 20 demokratischen Abgeordneten, die 2008 einem republikanischen Amtsinhaber den Bezirk abgenommen hatten, wie sie ab März 2010 auf der Website des Sarah Palin’s Political Action Committee (Sarahpac.com) zu sehen war.

Sarah Palins Political Action Committee zeigte ab März 2010 auf seiner Website eine Karte der Vereinigten Staaten, auf der die Lage der Wahlbezirke derjenigen demokratischen Abgeordneten des Repräsentantenhauses der Vereinigten Staaten gekennzeichnet war, die bei der Wahl zum Repräsentantenhaus der Vereinigten Staaten 2008 den Wahlbezirk einem Kongressabgeordneten der Republikanischen Partei abgenommen hatten und nachher für die Gesundheitsreform von Barack Obama gestimmt hatten. Diese Kennzeichnung erfolgte mit Symbolen, die den Fadenkreuzen in Visiereinrichtungen von Schusswaffen nachempfunden waren.
Gabrielle Giffords hatte schon kurz nach Beginn dieser Kampagne zu den Midterm Elections 2010 ihre Bedenken über den Tenor dieser Kartendarstellung geäußert, in der auch ihr eigener Kongresswahlbezirk so gekennzeichnet war. „Wir sind in Sarah Palins Liste mit ‚Zielen‘, aber die Sache ist die, dass auf die Weise, wie sie es darstellte, wir uns im Fadenkreuz einer Gewehrvisiereinrichtung über unserem Distrikt befinden. Wenn die Leute das tun, dann müssen sie sich dessen bewusst sein, dass es Folgen von solchen Aktionen gibt“, erklärte Giffords im März 2010, kurz nachdem ihr Wahlbezirksbüro vandaliert wurde.
Diese Grafik war seit dem 23. März auch auf der Facebook-Seite Sarah Palins zu sehen. Nachdem sich diese Grafik noch einige Stunden nach dem Attentat auf Sarah Palins Facebook-Seite befunden hatten, wurde sie dann entfernt.
In Blogs und in Sendungen von Kabelfernsehsendern wurde die grafische Darstellung kritisiert und vielfach diskutiert. Rebecca Mansour, eine Mitarbeiterin aus Palins Stab, erklärte nach der Entfernung am Tag des Attentates in der Talkshow von Tammy Bruce, dass die Grafik ein politisches Mittel gewesen sei, das nach der Wahl im November hätte entfernt werden sollen. Mansour wies Kritik zurück, die über Twitter an Palin gerichtet wurde. „Die Leute beschuldigen tatsächlich Gouverneurin Palin deswegen. Es ist schrecklich. Fürchterlich. Ich kann gar nicht genug ausdrücken, wie widerlich das ist.“ Mansour sagte weiter, ursprünglich hätte sich niemand vorgestellt, dass jemand diese grafische Darstellung als Gewalt interpretieren könne.
Im Jahr 2022 erlitt Palin vor Gericht eine Niederlage gegen The New York Times, der sie die absichtliche Verbreitung von Falschinformation vorgeworfen hatte. The New York Times hatte das Attentat auf Giffords mit jener Anzeige in Verbindung gebracht.

## Weitere Folgen
Daniel Hernández, der Giffords vermutlich das Leben rettete, ist offen homosexuell und arbeitet in der LGBT-Kommission der Stadt Tucson mit. Er wurde wegen seiner sofortigen Hilfeleistung mit dem ebenfalls homosexuellen Oliver Sipple verglichen, der Gerald Ford bei einem Attentat das Leben gerettet hatte. Dies hatte der Gay Community stets als Cause célèbre für die Zivilcourage homosexueller Menschen gedient und wurde nun in Erinnerung gerufen, was aber wegen der Unterschiede zwischen beiden Fällen auch Widerspruch hervorrief.
Das jüngste Opfer des Schützen, die neunjährige Christina-Taylor Green, wurde am Tag der Terroranschläge des 11. September 2001 geboren und war die Enkeltochter von Dallas Green, einem ehemaligen Profi-Baseballpitcher und Manager der Philadelphia Phillies. Sie war eines von 50 Kindern – eines für jeden Bundesstaat –, die in dem 2002 veröffentlichten Buch Faces of Hope – Babies Born On 9/11 vorgestellt wurden.
Von der US-Presse wurde das Schicksal des Mädchens als „zwischen zwei nationalen Tragödien verankert“ bezeichnet und thematisiert. Anne Howard, Pfarrerin der Episkopalkirche, schrieb in der Huffington Post, dass Green die Repräsentantenhaus-Abgeordnete habe treffen wollen, um etwas über die Politik in Amerika zu lernen. Sie habe dann gelernt, „was kein Kind jemals lernen sollte“, nämlich dass die Politik und das öffentliche Leben in Amerika zu einem „von Gewalt erfüllten Ort“ geworden seien. In ihrem Interesse für Politik sei sie durch ihr Geburtsdatum inspiriert worden.
Für die Autorin von Faces of Hope – Babies Born On 9/11 symbolisierte Green einst gemeinsam mit den 49 anderen in dem Buch porträtierten Kindern „die Hoffnung und das Licht“, die Amerika nach dem 11. September 2001 als eine Heimat geeint haben. Nun sei Greens symbolhaftes Leben zu einem symbolhaften Tod geworden, der die Verzweiflung und Dunkelheit verkörpere, durch die ein gespaltenes Amerika eingehüllt werde.

### Strafverfahren und Haft

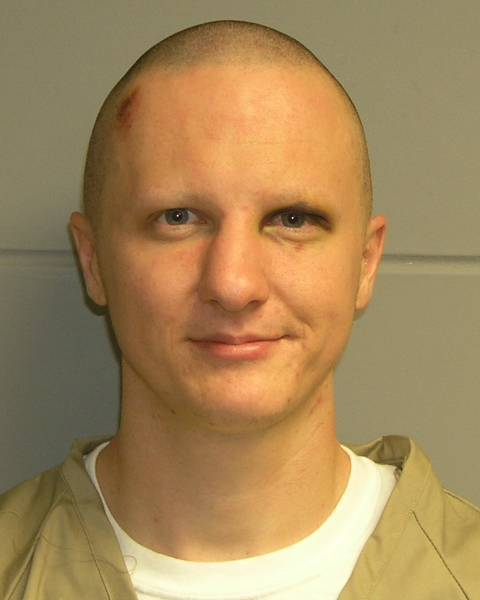
Jared Lee Loughner bekannte sich schuldig und wurde im November 2012 verurteilt.

Der Prozess gegen den mutmaßlichen Täter sollte ursprünglich nicht in Arizona, sondern im kalifornischen San Diego stattfinden. Da bei dem Angriff auch der führende Bundesrichter John Roll getötet worden war, entschied seine Nachfolgerin Roslyn Silver, zur Wahrung der Unparteilichkeit sämtliche Bundesrichter von Arizona von dem Verfahren auszuschließen. Daraufhin wurde der Bundesrichter Larry Burns aus San Diego nach Phoenix (Arizona) bestellt, um dort den Strafprozess zu leiten.
Am 8. November 2012 wurde Jared Lee Loughner zu sieben Mal lebenslänglich und 140 Jahren Freiheitsstrafe in Bundesgewahrsam verurteilt. Das Urteil kam durch Verständigung zustande; Loughner hatte sich schuldig bekannt.
Loughner, der zunächst ohne die Möglichkeit eine Kaution zu stellen, in der Federal Correctional Institution in Phoenix, festgehalten wurde, wurde im Februar 2011 in die United States Penitentiary in Tucson gebracht.